# Афанасий Великий
Афана́сий Вели́кий (др.-греч. Ἀθανάσιος ὁ Μέγας; ок. 295 — 2 мая 373) — один из Отцов Церкви, принадлежавший к Александрийской школе патристики. Архиепископ Александрийский, преемник епископа Александра. Известен как один из наиболее энергичных противников арианства. К 350 году он остался единственным епископом неарианского толка в восточной половине Римской империи. Непреклонно противостоявший влиятельному арианскому духовенству и четырём императорам, несколько раз изгоняемый с кафедры, Афанасий Александрийский был известен как «Athanasius contra mundum» («Афанасий против всего мира»).
Афанасий почитается как святой в православии, католицизме, в Коптской православной церкви, англиканском сообществе.

## Биография
Дата рождения Афанасия неизвестна; большинство исследователей считают, что он родился между 296 и 298 годами. В одном коптском тексте говорится, что ко времени поставления Афанасия на Александрийскую кафедру (328 год) ему было 33 года, что позволяет считать вероятным временем рождения 295 год. Однако ряд источников указывает, что к тому времени он не достиг даже 30 лет, что сдвигает год рождения за 298 год. История патриархов Александрийских сообщает о крещении Афанасия и его матери епископом Александром.
Перед получением диаконского сана Афанасий в течение шести лет был чтецом. В 325 году он сопровождал епископа Александра в качестве секретаря на Первый Никейский собор, где активно участвовал в спорах о природе Христа, отстаивая его единосущность — эти споры привели к формулировке Никейского Символа веры, авторство которого в некоторых позднейших источниках ошибочно приписывают Афанасию.
В 326 году после смерти Александра был избран епископом Александрии, продолжил активную борьбу против арианства, однако после вызова из ссылки императором Константином сначала епископа Евсевия Никомедийского, придерживавшегося арианских взглядов, а затем и самого Ария в 330 году, арианство стало поддерживаемым государством направлением христианства Римской империи. Афанасий отказался признать равноправное сосуществование арианской и православной ветвей христианства, отказав арианам в принятии в александрийскую церковную общину.
В 335 году Афанасий был осуждён Тирским собором по обвинению в причастности к убийству мелетианского епископа Арсения и сослан в Трир, был возвращён из изгнания после смерти императора Константина в 337 году. Во время ссылки познакомился со святителем Серватием, который стал одним из его защитников в спорах с арианами на Сардикийском соборе.
Повторно изгнан из Александрии в 340 году.
В 341 году на Антиохийском соборе восемьдесят семь собравшихся прелатов предали анафеме Афанасия Великого. В свою очередь, Афанасий предал анафеме осудивших его прелатов. Затем Афанасий был дважды отлучён от церкви папой Либерием. (И папа Либерий, и Афанасий Великий впоследствии были причислены к лику святых.)
Вернулся на александрийскую кафедру после смерти александрийского епископа Григория в 345 году. Осуждён Миланским собором 356 года, после чего бежал из Александрии в верхний Египет, где скрывался до смерти императора Констанция в 361 году.
Император Юлиан, преемник Констанция, объявил о свободе вероисповедания, уравняв, в том числе, язычество и различные ветви христианства; Афанасий, воспользовавшийся этим решением, вернулся в Александрию.
В 364 году после смерти Юлиана к власти пришёл император Валент, издавший эдикт об изгнании епископов, сосланных Констанцием; Афанасий, опасаясь преследования, опять бежал из Александрии, однако через четыре месяца эдикт был отменён, и Афанасий вернулся в Александрию, где занимал епископскую кафедру до конца своих дней. После смерти Афанасия кафедру унаследовал его племянник Петр II Александрийский.
На Соборе 90 епископов Египта и Ливии, созванном Патриархом в 368 / 369 годах, было составлено «Послание к африканским епископам». Это послание явилось прямым предупреждением соседней Карфагенской Церкви о кознях ариан.
2 мая 373 года Патриарх Афанасий мирно отошёл ко Господу.

## Богословие Афанасия Великого

### Учение Афанасия о Святом Духе
Тексты Афанасия в основном сосредоточены на христологии и защите единосущия Отца и Сына в полемике с арианами. Существует, однако, по меньшей мере два текста, в которых Афанасий обращается к вопросу об исхождении Святого Духа: «Contra Arianos» («Против ариан»), написанный во время ссылки Афанасия в Рим (ок. 339—346), и «Epistula ad Serapionem», сочинённая десятью годами позднее (ок. 357—358 гг.).
«Epistulа ad Serapionem» / «Послание Серапиону» (Серапион — египетский епископ) написано как полемическое послание в ходе борьбы со сторонниками ереси духоборчества (др.-греч. πνευματομαχία), которых Афанасий называет «тропиками» (др.-греч. τροπικοί, от др.-греч. τρόπος — «фигура речи»), чьё толкование слов Священного Писания привело их к выводу, что Святой Дух не Божественное, а «сотворённое» существо. Св. Афанасий, говоря об отношениях внутри Троицы, утверждает, что Дух имеет такое же отношение природы и порядка по отношению к Сыну, какое Сын имеет по отношению к Богу Отцу, тем самым защищая божественность Духа.
Как Сын говорит „Всё, что имеет Отец, есть Моё“ (Ин 16, 15), так найдём, что всё это через Сына есть и в Духе.
В «Contra Arianos» / «Против ариан» св. Афанасий затрачивает усилия на преодоление некоторых субординационистских тенденций в тринитарном богословии, которые есть у Оригена, в то же время указывая на некоторый порядок отношений Божественных Лиц в Св. Троице:
не Дух сочетает Сына с Отцом, но паче Дух приемлет от Слова.
Подобные высказывания Афанасия позднее будут истолковываться в среде католических богословов как аргумент в пользу идеи об исхождении Духа не только от Отца, но и от Сына (филиокве).
Афанасию ошибочно приписывается составление так называемого Афанасьевского Символа веры.

## Избранное наследие
- Будучи секретарём Александра (между 318 и 323 гг.), написал работы «Против язычества» и «О воплощении Слова».
- История ариан для монахов.
- Апология против ариан
- Жизнь Св. Антония стала классическим образцом агиографической литературы и оказала значительное влияние на распространение монашества в христианском мире.
- Сформулировал и активно отстаивал утверждение, что «опора на знания губит веру»[4]:12.

### Переводы
Русские переводы:
- Краткое обозрение Священного Писания Ветхаго и Новаго завета. — СПб., 1841. — Т. 1. — 109 с.; Т. 2. — 83 с.
- Афанасий Александрийский. Творения. / Пер. Моск. дух. акад со вступ. ст. А. В. Горского . — М., 1851—1854. (Серия «Творения св. отцев…»)
  -     - Ч. 1. (Т. 17.) 1851. — 436 с.
    - Ч. 2. (Т. 19.) 1852. — 523 с.
    - Ч. 3. (Т. 21.) 1853. — 427 с.
    - Ч. 4. (Т. 23.) 1854. — 532 с.

  - 2-е изд., испр. и доп.: В 4 т. Сергиева Лавра, 1902—1903.
    - Ч. 1. 1902. — 471 с.
    - Ч. 2. 1902. — 494 с.
    - Ч. 3. 1903. — 524 с.
    - Ч. 4. 1903. — 479 с.

  - репринт 2-го изд.: В 4 т. М., 1994. — 10000 экз.

Новые переводы:
- Отрывки из «Жизни Антония». / Пер. Т. В. Поповой. // Памятники византийской литературы IV—IX веков / Отв. ред. Л. А. Фрейберг. — М.: Наука, 1968. — С. 38—44.

## Иконография
Афанасий Великий обычно изображается седовласым старцем с большими залысинами на лбу; борода седая широкая, средней длины, разделена на несколько витых прядей. Как святитель, облачён в фелонь (обычно в крещатую), омофор, на поясе палица, в руках Евангелие или развёрнутый свиток. Иногда изображается в митре.
Часто изображается вместе со святителем Кириллом Александрийским, память которого также 18 (31) января празднуется шестеричным богослужением.

## Почитание
Почитание Афанасия Великого широко распространено в христианской церкви (как в Католической, так и в Православной).
Мощи святителя из церкви Вукола в Александрии, где они покоились первоначально, были перенесены в Константинополь и помещены сначала в соборе Святой Софии, затем в церкви Богородицы Триаконтафиллос. В 1204 году после взятия Константинополя крестоносцами рука Афанасия была увезена в монастырь Монте-Кассино.
В 1454—1455 годах, когда Константинополь уже был захвачен турками, мощи перевезли в Венецию и хранили сначала в церкви Санта-Кроче-алла-Джудекка, а с 1806 года — в церкви Святого Захарии.
В 1973 году перст был подарен папой Римским Павлом VI патриарху Коптскому Шенуде III и положен в соборе Апостола Марка в Каире; другую частицу мощей передали в 1998 году в собор в Даманхуре.
Известно, что частицы мощей были помещены в иконе-мощевике, принадлежавшей князю Константину Дмитриевичу, младшему сыну святого благоверного князя Димитрия Донского. Это, видимо, связано с особым почитанием Афанасия московскими князьями. Свадьба Димитрия Донского с Евдокией, дочерью Дмитрия Суздальского, была приурочена ко дню памяти Афанасия и Кирилла Александрийских 18 января 1366 года.
В России в честь Афанасия Великого Александрийского были освящены главные престолы в храмах в Белой Слуде (Красноборский район, Архангельская область; утрачен), Верхнекокшенгском погосте (Тарногский район, Вологодская область; утрачен), Шембети (Арбажский район, Кировская область; утрачен), Гдове (утрачен) и Екатеринбурге (домовая церковь при бывшем Уральском горном училище; утрачена). Кроме того, в честь Афанасия освящены престолы в приделах, а многие храмы и часовни освящены в честь обоих Афанасия и Кирилла Александрийских.

## Гимнография
Тропарь святителю Афанасию Великому, Александрийскому, глас 3:
Столп был еси́ правосла́вия,
Боже́ственными догма́ты подтвержда́я Це́рковь,
священнонача́льниче Афана́сие:
Отцу́ бо Сы́на Единосу́щна пропове́дав,
посрами́л еси́ А́рия.
О́тче преподо́бне,
Христа́ Бо́га моли́,
дарова́ти нам ве́лию ми́лость.
Кондак святителю Афанасию Великому, Александрийскому, глас 2:
Правосла́вия насади́в уче́ния,
злосла́вия те́рния изсе́кл еси́,
умно́жив се́мя ве́ры одожде́нием Ду́ха, преподо́бне,
те́мже тя пое́м, Афана́сие.
Молитва святителю Афанасию Великому, Александрийскому:
О, всехва́льный и пресла́вный святи́телю Афана́сие Вели́кий, за ве́ру Правосла́вную ты был еси́ в до́лзех труде́х, мно́зех по́двизех, в пятикра́тных изгна́ниих и бе́гствех, претерпе́л еси́ мно́ги клеветы́ и оболга́ния, мно́гажды за ню хоте́ша врази́ твои́ уби́ти тя, и то́кмо Сам Бог чуде́сно сохрани́ тя от сме́рти. И все сие́ ты претерпе́л еси́ от нечести́вых еретико́в — ариа́н, с ни́ми же и боро́лся еси́, и и́хже, в пучи́не слове́с погрузи́в, терпе́нием твои́м препобеди́л еси́, и, злове́рие их от Це́ркве отгна́в и правосла́вное уче́ние насади́в, умно́жил еси́ се́мя ве́ры Христо́вой. Вои́стинну ты еси́ хра́брый во́ин Христо́в, я́ко во́ин бо, до конца́ дний твои́х сла́вно боро́лся еси́ за пра́вую ве́ру со еретики́. Вои́стинну ты еси́ столп ве́ры Правосла́вныя, и́бо ника́коже поколеба́ся ве́ра твоя́ Правосла́вная от сих гоне́ний ерети́ческих, но па́че утверди́ся и укрепи́ся, и не то́кмо у тя и у па́ствы твое́й, но и во всей Це́ркви Христо́вей. К тебе́ мо́лимся, уго́дниче Бо́жий, испроси́ у Христа́ Бо́га на́шего и нам име́ти ве́ру непоколеби́му и не уклони́тися от пра́ваго пути́ ея́, но до конца́ дний свои́х пребы́ти на нем, не боя́щеся ни ле́сти, ни преще́ния, ни да́же гоне́ния, и унасле́довати Ца́рство Небе́сное во сла́ве Бо́га Отца́ и Сы́на и Свята́го Ду́ха, иде́же ты и вси святи́и пребыва́ют. Ами́нь.